# Scaptomyza griseola
Scaptomyza griseola är en tvåvingeart som först beskrevs av Zetterstedt 1847.  Scaptomyza griseola ingår i släktet Scaptomyza och familjen daggflugor. Arten är reproducerande i Sverige. Inga underarter finns listade i Catalogue of Life.